# Paribatra Sukhumbhand
Soái Đô đốc Paribatra Sukhumbhand, hoàng tử của Nakhon Sawan (RTGS: Boriphat Sukhumphan; tiếng Thái: สมเด็จพระเจ้าบรมวงศ์เธอ เจ้าฟ้าบริพัตรสุขุมพันธุ์ กรมพระนครสวรรค์วรพินิต) là một sĩ quan và chính phủ tướng quân đội Thái Lan có ảnh hưởng lớn trong những năm đầu thế kỷ 20 trong thời gian năm cuối cùng của chế độ quân chủ tuyệt đối. Ông từng là tham mưu trưởng của Hoàng gia Thái Lan Quân đội, Tư lệnh Hải quân Hoàng gia Thái Lan, Bộ trưởng Hải quân, Bộ trưởng Quân đội, Bộ trưởng Quốc phòng, Bộ trưởng Bộ Nội vụ, và như là một cơ mật, Tham tán đến cả vua Rama VI và Vua Prajadhipok.

## Tiểu sử
Hoàng tử Paribatra là đứa con thứ 33 (và con trai thứ 13) của vua Chulalongkorn (Rama V) của Nữ hoàng Sukhumala Marasri. Ông cùng với cha của mình cho một cuộc hành trình đến châu Âu vào năm 1897, sau đó ông vào Phổ Cadet Corps để học tại các học viện quân Phổ tại Groß-Lichterfelde.
Sau sự trở lại của mình để Siam, một nửa anh trai của ông vua Rama VI (Rama VI) bổ nhiệm ông Tư lệnh theRoyal Thái Hải quân, Bộ trưởng Bộ Hàng hải và Bộ trưởng của Quân đội.
Sau cuộc đảo chính năm 1932 đã kết thúc chế độ quân chủ tuyệt đối trong Siam, ông wasexiled từ vương quốc đến Bandung, Indonesia, lúc đó dưới sự quản lý của Hà Lan. Trong Thế chiến II, ông đã phối hợp với Plaek Pibulsonggram. Ông qua đời vào năm 1944 trong khi lưu vong, trong tiếng Nhật kiểm soát Indonesia.
Một nửa-anh trai cho hai vua Thái, Hoàng tử Paribatra cha của tám đứa con của vợ hoàng gia của mình, Mom Chao (HSH Princess) Prasongsom Paribatra (Chaiyan). Hai là con trai, nhưng chỉ có một, Chombhot Paribatra, sống đến tuổi trưởng thành. Hoàng tử Paribatra cũng đã có một đứa con trai với một người vợ bình thường, mẹ Somphan Paribatra na Ayudhaya (Palakawong), Hoàng tử Sukhumabhinanda - cha của mẹ Ratchawong Sukhumbhand Paribatra, thống đốc hiện tại của Bangkok.